# Ionisatiepotentiaal
De ionisatiepotentiaal is de elektrische potentiaal die nodig is om een vrij atoom (of molecuul) in een vacuüm een elektron te doen verliezen. Het is dus een maat voor hoe 'vast' dit elektron gebonden zit aan het atoom.
In plaats van de potentiaal (= energie/lading), die uitgedrukt wordt in volt spreekt men ook wel van de ionisatie-energie (IE), uitgedrukt in joule (J) of elektronvolt (eV) of de molaire ionisatie-energie (in joule per mol). Afgezien van de verschillende eenheden weerspiegelen deze grootheden allemaal hetzelfde gedrag en de grootheden kunnen in elkaar worden omgerekend, gebruik makend van de constante van Avogadro en de lading van een elektron in coulomb.

## Regelmatigheden
De ionisatiepotentialen van de elementen weerspiegelen de periodieke structuur van de atoomopbouw met zijn regelmatig terugkerende elektronenconfiguraties. De edelgassen met hun volledig gevulde schillen hebben de hoogste potentialen en elementen er vlak na (de alkalimetalen) juist de laagste. Algemeen geldt dat de IE daalt van boven naar beneden in de groep: de afstand tussen de positieve atoomkern en het negatief geladen elektron wordt groter, aldus wordt de aantrekkingskracht ertussen kleiner en kan het elektron makkelijker worden afgegeven. Binnen één periode stijgt de IE, de atoomlading wordt namelijk alsmaar groter (voor een constante afstand kern-elektron). De bijkomende elektronen zitten in dezelfde schil en schermen elkaar daardoor niet goed af. De effectieve elektrostatische aantrekking wordt daardoor steeds groter en het wordt dus moeilijker een elektron te bevrijden uit het atoom. Aan het einde van een periode (een edelgas) is de schil echter vol. Een volle schil schermt het volgende elektron dat in een volgende schil geplaatst moet worden (bij een alkalimetaal) bijzonder goed af. Het buitenste elektron van een alkalimetaal ervaart daarom maar weinig aantrekking door de kern en wordt gemakkelijk losgelaten. Dit verklaart de grote neerwaartse sprong in de potentiaal aan het einde van iedere periode. 

De eerste ionisatie-energie van de elementen

Uit de bijstaande grafiek komt ook heel goed naar voren dat de ns2 configuratie van de elementen van de zinkgroep (Zn, Cd, Hg) steeds meer het karakter van een edelgas begint te krijgen bij de latere perioden. Dit komt doordat het energieverschil met de p-subschil die er vlak boven ligt in energie steeds groter wordt.
Naast de eerste ionisatiepotentiaal die aangeeft hoe moeilijk het is een eerste elektron te verwijderen, bestaat er ook een tweede, derde enzovoorts die aangeven hoe moeilijk het is een tweede of derde elektron te verwijderen. Het betreft dan steeds de buitenste elektronen. Bij voldoende energie is het ook mogelijk dieper gelegen elektronen te verwijderen. Dit is wat gebeurt in een röntgenbuis. De potentialen liggen dan echter in de orde van kilovolts, en zijn dus veel groter dan bij de eerste ionisatiepotentiaal: het is namelijk moeilijker een elektron te verwijderen van een positief geladen ion, dan van een neutraal atoom.
{\displaystyle \mathrm {X_{(g)}\ \longrightarrow \ X_{(g)}^{+}\ +\ e^{-}} }